# Об'єднана церква християн віри євангельської
Об'єднана церква християн віри євангельської (ОЦХВЄ) — християнська церква п'ятидесятників, що об'єднує понад 2 тис. громад  в Росії, Україні,  Вірменії, Білорусії, Прибалтиці, Грузії, Середній Азії, Німеччині та інших країнах. Парафіянами церкви є понад 450 тис. осіб.
Назва церкви ґрунтується на двох біблійних віршах - Фил 1:27 та Дії 11:26. У різний час віруючі цієї церкви були відомі як «незареєстровані п'ятдесятники», або під іменами своїх керівників – «воронаївці», «бідашівці», «федотівці».

## Історія
Датою заснування ОЦХВЄ вважається 1992 рік, але сама церква розпочинає  свою історію з  діяльностю І.Ю. Воронаєва та А. І. Бідаша .

### Служіння Івана Воронаєва

Іван Воронаєв та Василь Колтович

Місіонер Асамблеї Бога Іван Юхимович Воронаєв прибув до Одеси у серпні 1921 року. 12 листопада 1921 року в одній із будівель Сабанського провулку було офіційно проведено перше богослужіння новоствореної п'ятидесятницької громади під назвою: "Церква Християн Євангельської Віри"
У 1924 року в м. Одесі відбувся Перший обласний з'їзд ХЄВ за участі 29 делегатів. На зїзді прийняли рішення утворити Обласний союз християн євангельської віри.  Оскільки кількість церков перевищила 50, виникла необхідність в організації руху п'ятидесятників . 
На Другому обласному з'їзді ХЄВ, який відбувся у 1925 р. в м. Одесі,  було засновано Всеукраїнський союз християн євангельської віри. На з'їзді розглядалися питання про віровчення християн євангельської віри, святкування християнських свят, молитовні зібрання сестер, богослужіння, шлюб та розлучення, видання журналу "Євангеліст". Наступного року було видано: «Коротке Віровчення Християн Євангельської Віри».
13 жовтня 1927 р. був проведений Перший Всесоюзний з’їзд ХЄВ, де було прийнято рішення створити Союз християн євангельської віри СРСР було затверджено Устав Союзу,.обрано Правління Союзу: головою – І. Ю. Воронаєва, заступником – В. С. Павлова .

### Період Афанасія Бідаша
У 1942 р. в окупованих німцями П'ятихатках відбувся з'їзд ХЄВ на якому  було прийнято рішення відновити колишній Всеукраїнський Союз ХЄВ, який отримав назву «Єпископальна церква християн євангельської віри». Керівним органом стала "Єпископальна колегія", головою якої обрали Г. Г. Понурка. За три роки релігійної діяльності Г.  Понурко та Д. Пономарчук провели чотири з’їзди Союзу ХЄВ, активізовано діяльність понад 350 громад, були  рукопокладені служителі. На єпископське служіння були висвячені А. І. Бідаш та Д. І. Пономарчук . З поверненням радянських військ в Україну, Г. Понурка було заарештовано, керівники Всеукраїнського Союзу ХЄВ прийняли рішення про його ліквідацію, опинившись у нелегальному  становищі. У серпні 1945 року п'ятидесятницькі служителі А. Бідаш, Д. Пономарчук, І.І. Панько та С. Вашкевич підписали у Москві  «Серпневу угоду» про об'єднання з євангельськими християнами та баптистами в один союз. Фактично, за створенням об'єднання стояла Рада у справах релігійних культів СРСР, яка відмовилася визнавати окремий п'ятидесятницький союз. Внаслідок об'єднання з громадами ЄХБ до них увійшло бл. 40 тис. п'ятдесятників  .
Проте вже наступного року частина п'ятидесятницьких лідерів заявила про вихід з об'єднання. У Києві, під керівництвом А. Бідаша, В. Бєлих та І. Левчука було скликано нараду служителів, незгодних із серпневою угодою . У 1948 року в Дніпродзержинську відбулася друга розширена нарада служителів ХЄВ, на якій була написана заява до керівників Союзу євангельских християн-баптистів і Радянського уряду про категоричні наміри перебувати в окремому самостійному союзі. Незабаром 15 учасників наради було репресовано на різні терміни. Проте арешт лідерів не зупинив вихід п'ятидесятницьких громад із союзу ЄХБ .

1956 р" стоять (зліва направо): невідомий, І. Левчук, М. Іванов. сидять (зліва направо): невідомий, А. Бідаш, В. Фоменко

У 1955-56 роках, з початком хрущовської відлиги та поверненням із в'язниць значної кількості служителів, діяльність союзу незареєстрованих п'ятдесятників знову було відновлено. 15-20 серпня 1956 року відбувся неофіційний з'їзд ХВЄ, на якому було проголошено створення незареєстрованого Союзу християн віри євангельської СРСР, а також затвереджено  "Коротке віровчення Християн Віри Євангельської, які знаходяться в СРСР ", видане І. Воронаєвим у 1926 році та доопрацьоване А. Бідашом. У тому ж 1956 року на єпископське служіння було висвячено В. І. Бєлих та І. А. Левчука .
Керівним єпископом союзу був Афанасій Бідаш, який деякий час (у 1957-67 роках) керував братством, перебуваючи в ув'язненні. Територія Радянського Союзу була поділена на 38 регіонів, окремими регіонами були Білорусь, Вірменія, Молдова, області Росії та України. До 1967 А. Бідашом була сформована Рада єпископів з Правлінням. Згодом  об'єднання Бідаша називалося Київським єпископатом. У 1972 році на єпископське служіння в Росії був обраний і долучений до Ради єпископів І. П. Федотов . В останні роки життя Бідаш відійшов від управління братством, на Раді єпископів по черзі головували єпископи, що перебували на волі.
У 1968 році радянською владою п'ятидесятникам було надано право автономної реєстрації, за умови відмови від важливих доктрин - хрещення Духом Святим зі знаком говоріння іншими мовами. Більшість т. зв. «нереєстрованих» п'ятдесятників відмовилася від права автономної реєстрації.
У 1978 році, зі смертю А. Бідаша керівництво Союзом переходить до В. І. Бєлих.

### Об'єднання 1992 року
У 1981 року єпископа І. Федотова втретє заарештували і засудили на 5 років ув'язнення. За його відсутності в братстві незареєстрованих п'ятдесятників остаточно назріває розкол, пов'язаний з оцінкою «Таллінського пробудження». Аж до 1992 року незареєстровані п'ятдесятники не мали єдиного управління, фактично розпадаючись на «київське братство» та «московське братство».
13-17 травня 1992 року в Москві, під час християнської конференції, організованої Карлом Річардсоном з Церкви Бога, було проголошено єдність незареєстрованого братства ХВЄ у державах колишнього Радянського Союзу.
У наступні роки до об'єднання приєдналися інші групи та національні союзи. У 2010 році в ОЦХВЄ увійшла мала група з Азіатського братства у складі двох єпископів (Володимира Куца та Володимира Головіна) та їхніх прихильників.

## Сучасний стан
Вищим органом управління ОЦХВЄ є З'їзд єпископів церкви (З'їзд ОЦХВЄ), що проводиться раз на 2-3 роки. З'їзд обирає Правління ради єпископів, головуючого єпископа та його заступника.
1-2 серпня 1992 року у Москві відбулася конференція, на якій було прийнято рішення створити Об’єднану Церкву християн віри євангельської СНД та країн Балтії (ОЦХВЄ). Головуючим єпископом ОЦХВЄ обрали Віктора Бєлих, а його заступником — Івана Федотова. У кожній з колишніх республік СРСР церкви, що входили до ОЦХВЄ, мали свої об’єднання та старших служителів.
Також було ухвалено рішення про створення в Україні самостійного Братства. Головним єпископом ОЦХВЄ України був обраний Георгій Бабій, а його заступником – Петра Новорока  . 
Наступний з’їзди ОЦХВЄ відбувся у 1997 р. в Малоярославці (Росія), було переобрано на наступний термін: Віктора Бєлих, як головуючого  єпископа ОЦХВЄ, а Івана Федотова — заступником головуючого єпископа ОЦХВЄ  .
Третій з'їзд ОЦХВЄ відбувся у  1999 р. в Рибниці, Молдова.
У 2001 році, після смерті В. Бєлих, головним єпископом ОЦХВЄ став Іван Федотов .
Четвертий з'їзд служителів ОЦХВЄ відбувся у 2002 р. у Вінниці, Україна. У тому ж місті пройшов п'ятий з'їзд у 2005 р. та шостий з'їзд у 2008 р.
У 2011 році, після смерті І. Федотова, керівником об'єднання на з'їзді ОЦХВЄ був обраний єпископ Георгій Бабій . Того ж року у Краснодарі відбувся сьомий з'їзд ОЦХВЄ  .

### Чисельність віруючих
Об'єднана церква християн віри євангельської налічує понад 2 тис. громад  .
Найбільшим національним союзом, який входить до ОЦХВЄ, є ОЦХВЄ України. Чисельність віруючих українського братства невпинно зростає. Так, 1996 року в Україні проживало біля 40 тис. членів церкви (400 церков), у 2000 - 50 тис. (500 церков) , у 2006 році - 70 тис. (700 церков)  . У 2010 р. ОЦХВЄ України об'єднувала 80 тис. хрещених членів церкви  у 800 церквах. В українських церквах діє понад 300 недільних шкіл  . У 2010 році загальна кількість парафіян ОЦХВЄ України оцінювалась у 195 тис. осіб  .
У Росії, за даними видання «Операція світ», у 2010 році парафіянами ОЦХВЄ були 180 тис. осіб; із цього числа лише 60 тис. були хрещеними членами церкви  . У 2014 році в Росії діяло 500 громад ОЦХВЄ  . Церква традиційно не реєструє своїх громад у державних органах; юридичні питання братства у Росії представляє Російська асоціація місій християн віри євангельської (РАМХВЄ).
Значна кількість віруючих ОЦХВЄ проживає у Вірменії . На четвертій конференції ОЦХВЄ в 2002 році повідомлялося про 20 тис. хрещених членів вірменської церкви і ще 20 тис. парафіян  . Згодом кількість парафіян церкви трохи скоротилася (до 35 тис. у 2010 році  ).
Число віруючих ОЦХВЄ в Білорусі у 2010 р. оцінювалося в 18 тис. (з яких 9 тис. - члени церкви)  . Переважно російськомовні громади ОЦХВЄ є в Грузії, країнах Прибалтики та Середньої Азії. Декілька десятків громад російськомовних п'ятидесятників-емігрантів діють у Німеччині.

### Освіта в ОЦХВЄ
З травня 1993 до середини 2000-х років базовим освітнім центром братства був Рибницький біблійний коледж. За цей час у коледжі пройшли навчання понад 7 тис. осіб.
У 2005 році у Вінниці відкрилася Українська теологічна семінарія, яка стала першим вищим навчальним закладом ОЦХВЄ. Трохи згодом, на базі біблійного коледжу в Кривому Розі було відкрито Криворізький біблійний інститут .
Ряд біблійних коледжів діє і в інших містах - в Черкасах, Броварах, Мінську , Новочебоксарську ( Середньо-волзький біблійний коледж ) та ін  .

## Відео
- "История пятидесятников в Советской России, гонения " (аудио запись) на YouTube Белых Виктор Иванович